# Getto w Turku
Getto w Turku – getto żydowskie utworzone podczas II wojny światowej przez okupantów na terenie Turku. 

## Historia
Przed wybuchem II wojny światowej w Turku mieszkało około 2700 Żydów. Po zajęciu Turku przez Niemców podczas kampanii wrześniowej zdewastowano synagogę, a Żydów zmuszano do pracy przy sprzątaniu ulic oraz naprawie zniszczeń wojennych na drogach i mostach. W listopadzie 1939 roku 600 mężczyzn zgromadzono w budynku synagogi, skąd następnie przesiedlono ich do Bochni. Na przełomie stycznia i lutego 1940 roku pierwszych Żydów zmuszono do przeniesienia się na obszar pomiędzy ulicami Szeroką i Wąską.
W 1940 roku w Turku mieszkało około 1750 Żydów. Proces tworzenia getta w Turku rozpoczął się wiosną 1940 roku, z obszaru na którym planowano utworzyć getto trzeba było wysiedlić 150 polskich rodzin. Oficjalnie getto powstało jesienią tego samego roku, najprawdopodobniej w październiku. Początkowo Żydzi mogli opuszczać getto, w związku z czym handlowali z okolicznymi mieszkańcami. Niemieckie służby w Turku nie dysponowały odpowiednimi siłami żeby pilnować getta. 
Osobami odpowiedzialnymi za funkcjonowanie getta byli Kurt Dörfel, dowódca Gestapo w Turku oraz nieznany z nazwiska urzędnik Arbeitsamtu. Przewodniczącym Judenratu był Herszel Żymanwoda, a jego pomocnikami Abram Bikowski i Haim Lejb Eliasz. W getcie istniała Służba Porządkowa, której dowódcą był Mordechaj Strykowski.
Według danych zebranych przez Główną Komisję Badania Zbrodni Niemieckich w Polsce w getcie więziono 5000 Żydów z Turku i okolic, najprawdopodobniej liczba więźniów była jednak niższa. Przez cały okres funkcjonowania getta wywożono z niego mężczyzn do pracy w niemieckich obozach pracy w okolicach Poznania. Na przełomie września i października (prawdopodobnie 1 października, w dniu święta Jom Kipur) 1941 roku większość więźniów przesiedlono do getta wiejskiego w Czachulcu, w Turku pozostała część wykwalifikowanych robotników. Najprawdopodobniej ostatni Żydzi z getta w Turku zostali latem 1942 roku przesiedleni do getta łódzkiego.